# Wetherby School
Wetherby School (em português: Escola Wetherby) é um conjunto de escolas particulares para meninos de dois a dezoito anos em Notting Hill, 
Londres, pertencente e operado pelo Alpha Plus Education Group. Sua escola preparatória é membro da Associação Independente de Escolas Preparatórias.
Tem vários ex-alunos notáveis, incluindo Guilherme, Príncipe de Gales, Henrique, Duque de Sussex e o ator Hugh Grant.

## História
A Wetherby School foi fundada em 1951 como uma escola pré-preparatória para meninos de 4 a 8 anos. Em 2004, abriu um departamento preparatório (conhecido como Wetherby Prep e destinado a ser uma escola separada) em um prédio próximo, permitindo que os meninos permanecessem até os 13 anos de idade. A escola preparatória mudou-se para sua localização atual na Cidade de Westminster. O pré-escolar contava, em 2017, com 360 meninos em seu quadro, sendo 88 na recepção, um estágio entre o berçário e a educação infantil. Desde então, abriu uma seção de berçário, conhecido como Little Wetherby, para meninos de 2½ a 4 anos.
O prédio original da escola, em 1951, ficava em Wetherby Place em Kensington, essa foi a inspiração para o nome, mas em 1971 mudou-se para o prédio atual em Pembridge Square, do outro lado de Kensington Gardens. O prédio da escola é uma casa vitoriana de estuque branco com fachada dupla no estilo italiano típico da arquitetura de Notting Hill e Holland Park, construída por volta de 1850. Ao lado sul de Pembridge Square fica uma praça com jardim privado com acesso apenas por chave que o os alunos usam como playground.

## Admissões
Os alunos são aceitos por ordem de chegada e, portanto, não há exame de admissão, teste ou entrevista. O resultado é que a escola atende a meninos com variadas habilidades e talentos.
As taxas para o ano acadêmico de 2019-2020 eram de £7.710 (cerca de R$48.325,58 segundo a cotação de 2023) e são aumentadas a cada ano de acordo, entre outros fatores, com o plano de dez anos definido pelo Alpha Plus Group para a avaliação de seus ativos. As taxas são atualmente mais altas do que em escolas comparáveis, como a Thomas's, que cobra £7.143 em Kensington e £6.429 em Battersea.
No entanto, como as taxas são cobradas e, em menor grau, por causa do bairro de classe alta em que está localizada, os meninos tendem a vir de famílias da alta sociedade britânica. É também uma escola de sexo único, embora seja da mesma propriedade que Pembridge Hall, uma escola semelhante para meninas que também está localizada em Pembridge Square. Não há atividades conjuntas formais entre as duas escolas, mas muitas crianças em cada escola têm irmãos na outra escola.

## Escola preparatória
Em 2004, Wetherby expandiu para abrir uma divisão de preparação para meninos de 7 a 13 anos, localizada em Bryanston Square, Londres. Em setembro de 2012, a Wetherby Prep foi premiada como 'Escola Preparatória do Ano' no Tatler School Awards anual no Dorchester Hotel.
As taxas para o ano acadêmico de 2019-2020 eram de £7.825 por período, com os valores sendo aumentados a cada período.

## Colégio
Devido à demanda popular, a Wetherby Senior School para meninos de 11 a 18 anos abriu para sua primeira admissão em setembro de 2015. Ela está localizado nas antigas instalações do DLD College London em Marylebone Lane, a dez minutos a pé da escola preparatória.
A colégio gerou prejuízos durante o ano letivo de 2018/19 e não era esperado que a situação melhorasse até 2021. As taxas para o ano acadêmico de 2019-2020 eram de £8.310 por período.

## Wetherby Kensington
Wetherby Kensington foi a escola mais recente a se juntar à família Wetherby, com suas portas abertas em setembro de 2017. Wetherby Kensington está situado em Wetherby Gardens em Kensington, que é a mesma rua em que a Wetherby School original esteve localizada em 1951, e recebe meninos de 4 a 8 anos.

## Uniforme
Os meninos vestem uma camisa branca, gravata lisa vermelha, blazer cinza com detalhes em vermelho, bermuda cinza, e um boné pontudo cinza. O logotipo da escola "WS" em vermelho está no boné e no bolso do peito do blazer.

## Antigos alunos
- Julian Fellowes, Barão Fellowes de West Stafford, ator, escritor e par conservador da Câmara dos Lordes[11]
- Julian Lloyd Webber, violoncelista[12]
- Hugh Grant, ator[13]
- Torquhil Campbell, 13º Duque de Argyll, aristocrata britânico
- Lorde Frederick Windsor, filho do Príncipe e Princesa Miguel de Kent[11][14]
- Guilherme, Príncipe de Gales, filho mais velho de Carlos III e Diana, Princesa de Gales e herdeiro do trono britânico[13][15]
- Henrique, Duque de Sussex, filho mais novo de Carlos III e Diana, Princesa de Gales
- Sir Lawrence Clarke, 7º Baronete, atleta olímpico e financista
- Constantino Alexios da Grécia e Dinamarca, filho de Paulo, Príncipe Herdeiro da Grécia e Maria Chantal Miller[16][17]
- Damian Hurley, filho da atriz Elizabeth Hurley[18]
- Romeo Beckham, jogador de futebol profissional e filho de David e Victoria Beckham[13]